# Guericke (cráter)

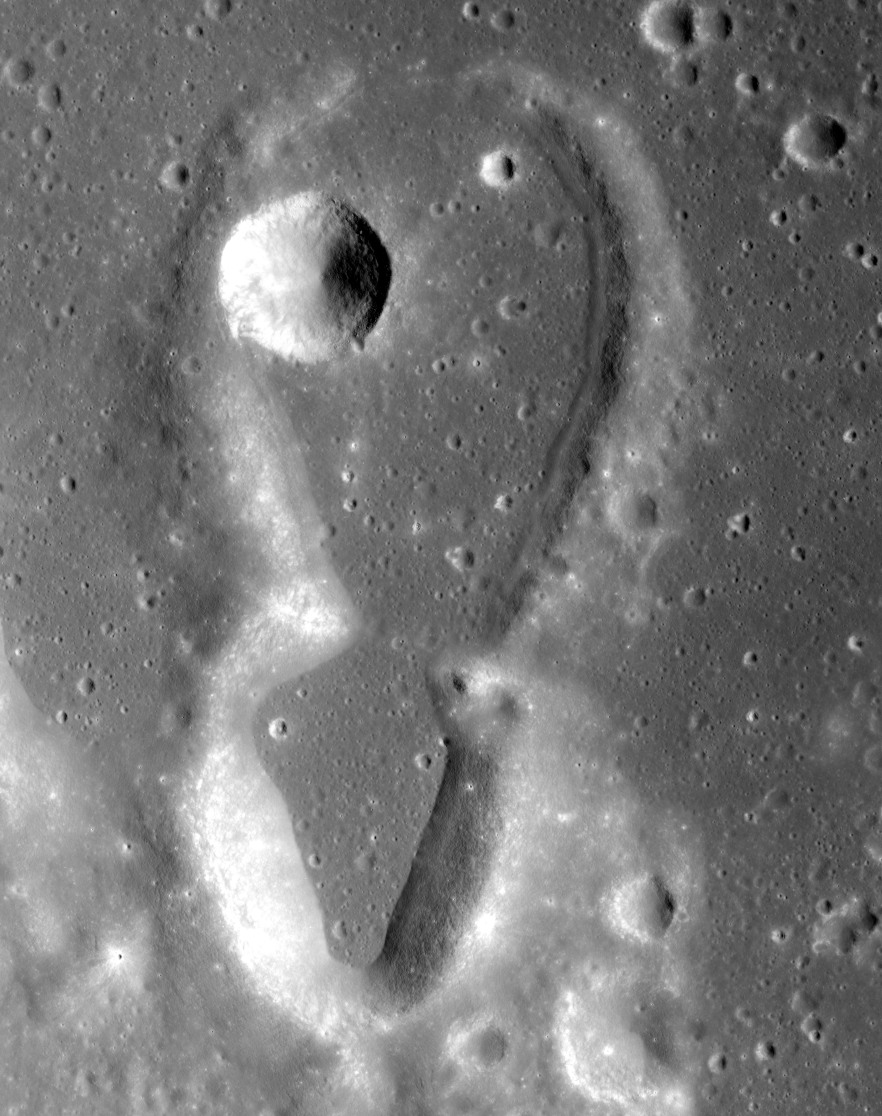
Cráteres Guericke S y J. Esta área de 18 km de longitud con "figura de 8" formada por cráteres circulares probablemente no fue formado por impactos a hipervelocidad de materiales desde el espacio. Podría ser un cráter secundario formado por los proyectiles desprendidos del impacto que originó la cuenca del Mare Imbrium, situado 700 km al norte. La terraza en la base de las paredes del cráter podrían ser los restos de las paredes o un "anillo de bañera" de un elemento anterior a la formación del mar lunar. Por otra parte, la pareja de cráteres y la terraza podrían haber sido formadas por erupciones volcánicas. El cráter brillante superpuesto es más joven que los otros y sin relación con la pareja con la "figura de 8" o el mare. (Imagen y texto de la NASA)

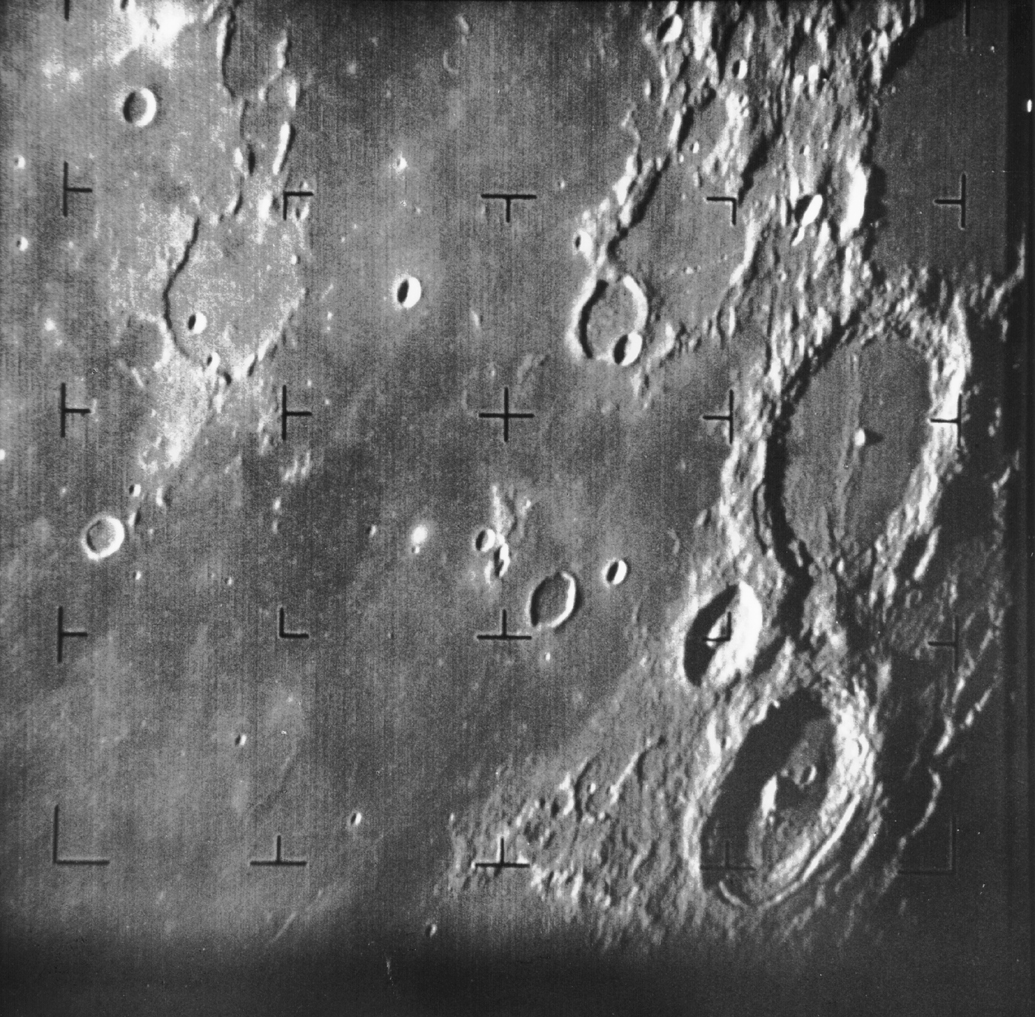
Guericke se encuentra en la parte superior izquierda de esta imagen tomada por el Ranger 7, la primera imagen de la luna tomada por una nave espacial estadounidense. El cráter Alphonsus aparece en el centro a la derecha.

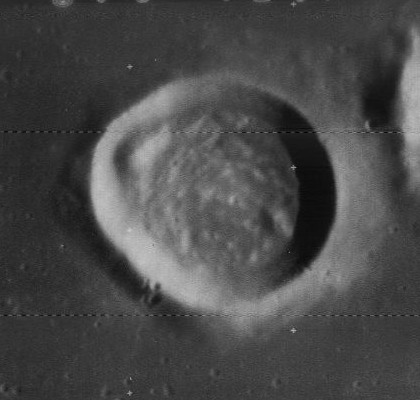
Guericke B

Guericke es el remanente de un cráter de impacto lunar situado en la parte norte del Mare Nubium. Hacia el norte-noroeste se encuentra el gran cráter Fra Mauro, junto con los cráteres unidos Parry y Bonpland. Al este se encuentran los cráteres Kundt y Davy.
|  |  |

El borde superviviente de Guericke ha sido desgastado y en parte sumergido en la lava basáltica que cubre el suelo. La pared es ahora poco más que una serie de crestas circulares que se unen con subidas que fluyen hacia el norte, noroeste y sur. El remanente del cráter inundado Guericke F está unido al exterior del contorno de Guericke en su sector suroeste. La superficie de inundación interior presenta unas pequeñas elevaciones en la superficie casi plana. Dos cráteres (Guericke D y H) marcan el suelo en el cuadrante suroeste.

## Cráteres satélite
Por convención estos elementos son identificados en los mapas lunares poniendo la letra en el lado del punto medio del cráter que está más cerca de Guericke.
|          | \| Guericke \| Coordenadas \| Diámetro \| \| -------- \| ------------------------------ \| -------- \| \| A \| 11°06′S 17°18′O / -11.1, -17.3 \| 5 km \| \| B \| 14°30′S 15°18′O / -14.5, -15.3 \| 16 km \| \| D \| 12°00′S 14°36′O / -12.0, -14.6 \| 8 km \| \| E \| 10°00′S 12°00′O / -10.0, -12.0 \| 4 km \| \| F \| 12°12′S 15°18′O / -12.2, -15.3 \| 21 km \| \| G \| 14°00′S 15°00′O / -14.0, -15.0 \| 5 km \| \| H \| 12°24′S 14°12′O / -12.4, -14.2 \| 6 km \| \| J \| 10°36′S 13°24′O / -10.6, -13.4 \| 8 km \| \| K \| 15°06′S 13°18′O / -15.1, -13.3 \| 3 km \| \| M \| 12°54′S 12°30′O / -12.9, -12.5 \| 2 km \| \| N \| 12°30′S 9°54′O / -12.5, -9.9 \| 3 km \| \| P \| 15°00′S 14°36′O / -15.0, -14.6 \| 3 km \| \| S \| 10°18′S 13°18′O / -10.3, -13.3 \| 11 km \| |          |
| Guericke | Coordenadas | Diámetro |
| A        | 11°06′S 17°18′O / -11.1, -17.3 | 5 km     |
| B        | 14°30′S 15°18′O / -14.5, -15.3 | 16 km    |
| D        | 12°00′S 14°36′O / -12.0, -14.6 | 8 km     |
| E        | 10°00′S 12°00′O / -10.0, -12.0 | 4 km     |
| F        | 12°12′S 15°18′O / -12.2, -15.3 | 21 km    |
| G        | 14°00′S 15°00′O / -14.0, -15.0 | 5 km     |
| H        | 12°24′S 14°12′O / -12.4, -14.2 | 6 km     |
| J        | 10°36′S 13°24′O / -10.6, -13.4 | 8 km     |
| K        | 15°06′S 13°18′O / -15.1, -13.3 | 3 km     |
| M        | 12°54′S 12°30′O / -12.9, -12.5 | 2 km     |
| N        | 12°30′S 9°54′O / -12.5, -9.9 | 3 km     |
| P        | 15°00′S 14°36′O / -15.0, -14.6 | 3 km     |
| S        | 10°18′S 13°18′O / -10.3, -13.3 | 11 km    |

Los siguientes cráteres han sido renombrados por la UAI.
- Guericke C: Ver  el cráter Kundt.